# Cabirops perezi
Cabirops perezi är en kräftdjursart som beskrevs av Carayon 1942. Cabirops perezi ingår i släktet Cabirops och familjen Cabiropidae. Inga underarter finns listade i Catalogue of Life.